# 도기 보나

도기 보나의 상징

도기 보나(Toki Pona) 또는 토키 포나는 캐나다의 번역가이자 언어학자인 소냐 엘렌 키사(Sonja Lang)가 고안한 인공어이다. 2001년 중반에 인터넷을 통해 공개되었다.
도기 보나는 14개의 음소와 120개의 낱말로 이루어져 있고, 최소한의 복잡도로 최대한의 표현을 할 수 있도록 고안했다. 도기 보나는 국제어가 아니라 도가 사상의 영향을 받아서 만들어진 논리어이다.

## 문법

### 음운론

#### 음소
도기 보나는 14개의 적은 음소로 구성되어 있다.
각 음소의 기본적인 발음을 국제음성기호로 표기하면 다음과 같다.
| 음소 | 발음 | 음소 | 발음 |
| ---- | ---- | ---- | ---- |
| a    | [a]  | n    | [n]  |
| e    | [e]  | o    | [o]  |
| i    | [i]  | p    | [p]  |
| j    | [j]  | s    | [s]  |
| k    | [k]  | t    | [t]  |
| l    | [l]  | u    | [u]  |
| m    | [m]  | w    | [w]  |

k, p, s, t등의 발음은 무성음 또는 유성음으로, l은 [r]이나 [ɹ]로 발음해도 무방하다.

#### 음절구조
도기 보나의 음절은 '초성+모음' 또는 '초성+모음+n'으로 이뤄진다.
단어의 맨 처음 음절일 경우 '모음' 또는 '모음+n'으로 이뤄질 수도 있다.

#### 음소배열론
- 한 단어에서 모음과 모음사이에는 하나 이상의 자음이 있어야한다. (예: ma Nion(x)->ma Nijon(o))
- i앞에 t나 j가 오는 것은 허용되지 않으며, ti는 si로, ji는 i 또는 wi로 고쳐쓴다.(예: ma Taji(x)->ma Tawi(o))
- o나 u앞에 w가 올수없다.
- 종성 n은 비음(n 이나 m) 앞에 올 수 없고, 종성 n을 빼서 고쳐쓴다. (예:jan Anna(x)->jan Ana(o))

#### 강세
강세는 언제나 단어의 첫음절에 온다.

### 구문론
도기 보나는 SVO(주어-동사-목적어) 형식을 쓴다.
- 문장 = 주어 + (li) + 술부
  - 주어 = 명사 또는 명사구
    - 복합주어 = 명사(구) + en + 명사(구)

  - 술부 = 동사 또는 동사구
    - 복합술부 = 동사(구) + li + 동사(구)

- 명사구 = 명사 + 형용사
- 동사구 = 동사 + (부사) + (목적구)
- 목적구 = e + 명사구

일반 문장의 예
- sina sona e toki pona.
  - 주어 + 술부 [동사 + 목적구 {(e + 명사구 (명사 + 형용사)}]

#### 대명사
문장의 대명사가 mi거나 sina라면, 주어와 술부를 나누는 li를 쓰지 않는다. 다만 mi mute이거나 sina mute일 경우에는 li를 사용한다.

#### 수식어
도기 보나의 명사구는 명사가 먼저 나오고 이를 수식하는 단어가 나중에 나오는 구조로 되어 있다. 예를 들어 jan은 "사람", pona는 "좋다"라는 뜻이고, jan pona는 "좋은 사람"이라는 뜻으로 "친구"라는 뜻이 된다. 이 뒤에 "보고 있다/보인다"라는 뜻의 lukin을 붙인 jan pona lukin은 "보고 있는 친구"라는 뜻이 된다.
수식하는 순서는 pi로 바꿀 수 있다. jan pona lukin라고 하면 lukin이 jan pona를 수식하여, "보고 있는 친구"라는 뜻이 되지만, jan pi pona lukin이라고 하면 pona lukin 전체가 jan을 수식하는 꼴이 되어 "좋아 보이는 사람"이라는 뜻이 된다.
지시사, 수사, 소유격 대명사는 다른 형용사 뒤에 쓰인다.

#### 동사
전치사로도 쓸수있는 동사단어들은 자기자신뒤에 자신과 같은 단어가 전치사로 나올경우 그 전치사는 생략한다.

##### 예
- tawa:'가다,움직이다'라는 용법의 동사로 쓸수있고 '~로,~에게,~를 위해,~까지'라는 용법의 전치사로 쓸수도 있다.'~로 가다'라고 할때는 tawa tawa라고 하지 않고 tawa라고 한다.
- lon:'있다,존재하다'라는 용법의 동사로 쓸수 있고 '~에,~에서'라는 용법의 전치사로도 쓸수있다'~에 있다'라고 할때는 lon lon이라고 하지 않고 lon이라고 한다.
- tan:'기원하다'라는 용법의 동사로 쓸수 있고 '~에서,~에서부터,~로부터'라는 용법의 전치사로 쓸수있다 '~에서 기원하다'라고 할때는 tan tan이라고 하지 않고 tan이라고 한다.
- kepeken:'~로(~로 뭘하다),~를 써서'라는 용법의 전치사로도 쓸 수 있고 '사용하다,이용하다'라고 할 때는 kepeken e라고 하지 않고 kepeken이라고 한다.

##### 기타
전치사로도 쓸 수 있지만 자기 자신 뒤에 자신과 같은 단어가 전치사로 나오지 않는 단어들
- poka:'옆'이라는 용법의 명사로 쓸수 있고 '~의 옆에,~와,~와 함께'라는 용법의 전치사로도 사용할 수 있다.
- sama:'~와 같다'라는 용법의 동사로 쓸수 있고(e를 사용), '~처럼,~같이'라는 용법의 전치사로도 사용할 수 있다.

## 어휘
137개 낱말이 고안되었는데, 영어, 톡피신어, 핀란드어, 조지아어, 네덜란드어, 아카디아 프랑스어, 에스페란토, 크로아티아어, 중국어(북경어와 민난어)에서 왔다.
혼동할 수 있는 낱말은 다른 낱말로 교체했다. 예를 들어 iki(그, 그녀, 그것)가 ike(나쁘다)와 비슷하다 해서 ona로 바뀌었다.

### 색
기본적으로 loje(빨간색), jelo(노란색), laso(파란색), walo(하얀색), pimeja(검은색)의 어휘가 있으며
그 외의 색들은 위 단어들을 같이 사용하여 표현한다.
- laso jelo (초록색, 직역:"노란 파랑색")
- loje walo (분홍색, 직역:"하얀 빨간색")

그리고 색들을 따로 표현하기 위해서는 '그리고'의 의미를 가지고 있는 'en'을 사이에 집어넣는다.
- loje en laso (빨간색과 파란색)
- laso jelo en loje (초록색과 빨간색)

### 수
wan (1), tu (2), luka (5, 손), ala (0, 없다, 아니다), ali / ale (전체, 무한, 극히 큰 수, 100), mute(여러, 많은, 20)의 단어가 있으며
그 외의 수는 이 단어들을 여러번 사용하여 표현한다.
- tu wan (3)
- tu tu (4)
- luka tu tu (9)

역시 수들을 따로 나열하고 싶으면 'en(그리고)'를 사이에 넣는다.
- tu en ala (2와 0)
- luka tu tu en tu wan (9와 3)

ali / ale와 mute는 큰 수를 뜻하지만 ali /ale가 mute보다 큰 수이다.
- ale ale ale mute (100 + 100 + 100 + 20 = 320)
  - 하지만 도기 보나는 많은 수에 대한 기준이 없기 때문에 정답은 없다.

음수는 표시를 안하지만 다음과 같이 표현할 수 있다.
- ala (없음)
  - 도기 보나의 대부분의 단어 뜻은 포괄적이다.
- anpa ala (0 이하)

### 고유명사
형용사 뒤에 비공식 단어(도기 보나 식으로 고쳐진 고유 명사)를 붙이면 고유 명사가 된다.
- ma Kanata (캐나다, 직역:캐나다인 땅)
  - jan Kanata (캐나다인, 직역:캐나다의 사람)
- jan Lisa (직역:리사인 사람).

## 커뮤니티
키사의 보고에 따르면 적어도 100명의 유창한 도기보나 화자가 있으며, 몇백명의 사람이 도기보나에 관한 기본적인 지식이 있다고 짐작된다. 도기보나 메일링리스트와 다른 온라인 커뮤니티들은 수백명 이상의 사람들이 도기보나에 손을 대본적이 있다고 생각한다. 2006년 8월, 사라예보에서 열린 국제 에스페란토 청년회 당시, 도기보나 화자들의 특별모임이 있어 12명이 참가했다.

## 예문

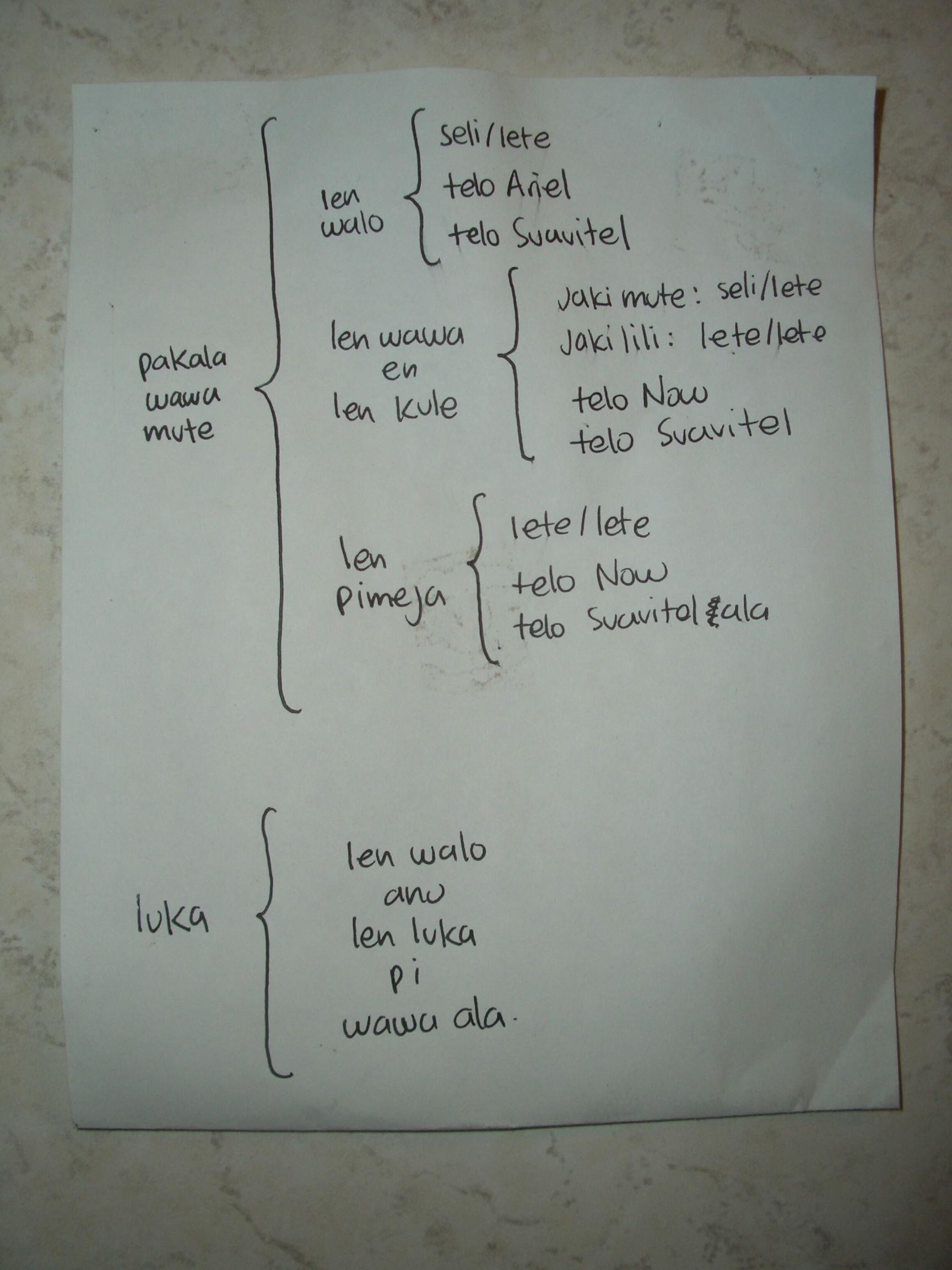
도기보나로 쓴 세탁기 사용법

mama pi mi mute (주기도문)

Pije/Jopi번역

mama pi mi mute o, sina lon sewi kon.

nimi sina li sewi.

ma sina o kama.

jan o pali e wile sina lon sewi kon en lon ma.

o pana e moku pi tenpo suno ni tawa mi mute.

o weka e pali ike mi. sama la mi weka e pali ike pi jan ante.

o lawa ala e mi tawa ike.

o lawa e mi tan ike.

tenpo ali la sina jo e ma e wawa e pona.

Amen.

ma tomo Pape (바벨탑 이야기)

jan Siwen(Stephen Pope)번역

jan ali li kepeken e toki sama.
jan li kama tan nasin pi kama suno li kama tawa ma Sinale li awen lon ni.
jan li toki e ni: "o kama! mi mute o pali e kiwen. o seli e ona."
jan mute li toki e ni: "o kama! mi mute o pali e tomo mute e tomo palisa suli. sewi pi tomo palisa li lon sewi kon. nimi pi mi mute o kama suli! mi wile ala e ni: mi mute li lon ma ante mute."
jan sewi Jawe li kama anpa li lukin e ma tomo e tomo palisa.
jan sewi Jawe li toki e ni: "jan li lon ma wan li kepeken e toki sama li pali e tomo palisa. tenpo ni la ona li ken pali e ijo ike mute. mi wile tawa anpa li wile pakala e toki pi jan mute ni. mi wile e ni: jan li sona ala e toki pi jan ante."
jan sewi Jawe li kama e ni: jan li lon ma mute li ken ala pali e tomo.
nimi pi ma tomo ni li Pape tan ni: jan sewi Jawe li pakala e toki pi jan ali. jan sewi Jawe li tawa e jan tawa ma mute tan ma tomo Pape.

wan taso (Alone)

어두운 틴에이져 시

ijo li moku e mi. (무언가 날 먹고 있다.)

mi wile pakala. (난 부숴지고 싶다.)

pimeja li tawa insa kon mi. (어둠이 나의 영혼 안으로 들어온다.)

jan ala li ken sona e pilin ike mi. (아무도 나의 슬픔을 이해할 수 없다.)

toki musi o, sina jan pona mi wan taso. (시, 그대는 나의 하나뿐인 친구.)

telo pimeja ni li telo loje mi, li ale mi. (이 잉크는 나의 피, 나의 모든 것.)

tenpo ale la pimeja li lon. (어둠이 영원토록 있으리니.)